# Bernat Amorós

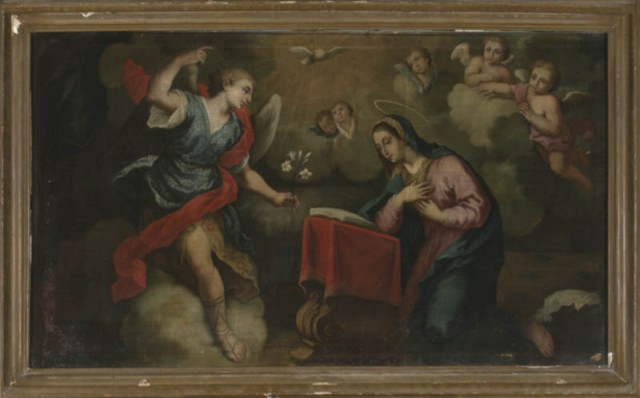
Anunciación, óleo sobre lienzo, 82 x 140 cm, Cervera, Museu Comarcal de Cervera.

Bernat Amorós (ft. 1653-1690) fue un pintor y dorador barroco activo en Cataluña.

## Biografía
Documentado a partir de 1653 en Barcelona, a raíz de la almoneda de los bienes de Antoni Ferrer, beneficiado de la catedral de Barcelona, en la que Amorós adquirió tres cuadros grandes de santos, en mayo de 1669 contrató con Joan Garau y Josep Cabanyes la decoración a base de follajes y dorados de la nave de la iglesia del monasterio de Montserrat, aunque por razones que se desconocen el consorcio se deshizo un mes después y serán Garau y Cabanyes los que se queden con la obra.
En agosto de 1671 recibió en su taller como aprendiz a Salvador Viladomat, padre de Antoni Viladomat, que permaneció con él como oficial al menos hasta 1684. El mismo año 1671, su mujer Mariàngela pidió la nulidad matrimonial por malos tratos: en alguna ocasión, según testificó Joan Casamor, joven pintor, Amorós, encolerizado, la había amenazado de muerte con una daga desnuda y la había golpeado con un bastón.
Las primeras noticias documentales de pintura historiada son tardías. En 1679 contrató la pintura de las puertas del órgano de la iglesia parroquial de Sant Jaume de Calaf, conocidas solo por una fotografía antigua que no permite reconocer los temas pintados que, según el contrato, debían serlo en grisalla en las puertas exteriores y coloreadas en las caras interiores. En 1682 contrató para el convento de las madres capuchinas de Manresa una pintura que se ha supuesto pudiera tratarse de un San Carlos que estuvo en el retablo mayor de la iglesia hasta el incendio del convento en 1909. Al año siguiente el prior de la catedral manresina le encargó cinco cuadros para la iglesia de San Miguel, de asunto no especificado, y en 1687 cobró 22 libras por una Inmaculada para el altar de la capilla de la paeria (ayuntamiento) de Cervera, la única de las obras documentadas que se ha conservado, guardada ahora en el Museu Comarcal de Cervera.
Por razones estilísticas se le atribuyen una Anunciación adquirida en 2015 por el museo de Cervera y cuatro lienzos de medidas semejantes dedicados a la infancia de Cristo conservados en colecciones particulares.